# Уильям Фиц-Роберт, 2-й граф Глостер
Уильям Фиц-Роберт (англ. William FitzRobert; 23 ноября 1116 — 23 ноября 1183) — английский аристократ, 2-й граф Глостер с 1147 года. Был одним из самых могущественных лордов Англии, во время гражданской войны между Стефаном и Матильдой вёл независимую политику. В конце жизни полностью подчинился королевской власти и сделал своим наследником одного из сыновей Генриха II — будущего Джона Безземельного.

## Происхождение и наследство
Уильям Фиц-Роберт принадлежал к побочной ветви английского королевского дома: его отец Роберт был внебрачным сыном короля Генриха I Боклерка, от которого получил титул графа Глостерского и обширные земельные владения. Уильям как старший из по крайней мере пяти сыновей унаследовал всё это в 1147 году. Кроме того, по линии матери, Мабели Фиц-Роберт, к нему перешли графство Гламорган в Уэльсе и земли в Глостершире — наследство деда, Роберта Фиц-Хэмона. Всё это сделало Уильяма одним из самых богатых и могущественных вельмож Англии: его годовой доход достигал 700 фунтов, он мог призвать к оружию 300 рыцарей. В своих валлийских владениях Уильям пользовался практически неограниченной властью.

## Биография
Уильям родился в царствование своего деда Генриха Боклерка, в 1116 году. Во время войны за престол между его тёткой Матильдой и двоюродным дядей Стефаном Уильям был, как и его отец, на стороне Матильды. По данным некоторых источников, он так же, как и его отец, попал в плен в битве при Уинчестере в 1141 году и содержался некоторое время в заключении в замке Рочестер. В 1142 году Уильям защищал от Стефана по поручению отца замок Уэрхэм, но был вынужден его сдать. После смерти Роберта в 1147 году Уильям стал графом Глостерским, но первое время за него правила мать. В условиях феодальной анархии члены этой семьи вели фактически независимую политику из своей резиденции в Бристольском замке (позже Уильям перебрался в Кардифф); так, в 1150 году они заключили мир с ещё одним могущественным семейством, Бомонами, скреплённый женитьбой графа на дочери Робера де Бомон, 2-го графа Лестер.
В этот период Уильям поддерживал сына Матильды Генриха Плантагенета, претендовавшего на корону. К концу 1153 года он стал одним из ближайших советников Генриха: в большинстве случаев именно граф первым из светских лиц ставил свою подпись на грамотах Плантагенета, так же как имя его отца было первым в документах Матильды. В качестве графа Глостерского Уильям, возможно, возглавил судебную администрацию Глостершира.
После восшествия Генриха на престол в 1154 году отношения между ним и Уильямом начали меняться. Первые места в окружении короля заняли его брат Гильом, Роберт де Бомон (главный судья королевства), дядя Уильяма Реджинальд Фиц-Рой; граф всё реже появлялся при дворе и постепенно отдалялся от большой политики. Королевские чиновники не всегда соглашались признать право Глостера на освобождение от ряда денежных поборов. Впрочем, с другой стороны Уильям получал от Генриха финансовые субсидии, его брат Роджер в 1163 году стал епископом Вустера, его зятьями стали граф Хартфорд и влиятельный нормандский барон Амори де Монфор.
В 1170-е годы произошёл открытый конфликт. Генрих II давно хотел укрепить свою власть над Бристолем, самым ценным владением Уильяма; в 1173 году он ввёл в Бристольский замок войска, а граф тут же изгнал этот гарнизон. Он предстал перед судом и некоторое время провёл в заключении (1175 год). После этого Глостеру пришлось согласиться на помолвку своей младшей дочери с сыном Генриха Джоном и признать будущего зятя своим наследником. Хотя Уильям оставался верен королю в его войне с сыновьями, а в битве при Форнеме даже сражался со своим шурином (3-м графом Лестер), подозрения Генриха II были слишком сильны. Поэтому в 1183 году, узнав о заговоре баронов, король приказал арестовать графа и держал его в заключении до самой смерти. Уильям умер в том же году, в день своего 67-летия. Генрих II взял под свою опеку все владения умершего и его дочь; по словам Робера де Ториньи, та оказалась «в руках Бога и господина короля».

## Личность
Один из хронистов отмечает, что граф Уильям был мягким человеком и больше интересовался делами спальни, чем войной. Глостер действительно несколько раз в своей жизни терпел серьёзные военные поражения (от короля Стефана, от валлийцев). По-видимому, он очень любил свою жену (судя по графским хартиям, Гевиза всегда находилась рядом с ним), был благочестив и много жертвовал разным монашеским общинам. В частности, в 1166 году граф сделал пожертвование монастырю в Эксетере, надеясь на выздоровление своего единственного сына. Это не помогло: Роберт Глостерский умер в том же году в возрасте всего пятнадцати лет.

## Семья
Уильям Фиц-Роберт был женат на Гевизе де Бомон, дочери 2-го графа Лестера, и Амиции де Монфор. В этом браке родились четверо детей:
- Роберт Фиц-Уильям (1151—1166);
- Мабель, жена Амори V де Монфора;
- Амиция, графиня Глостер, жена Ричарда де Клера;
- Изабелла (1176—1217), графиня Глостер, была замужем трижды. Первый муж — Иоанн Безземельный, король Англии; второй муж — Жоффруа де Мандевиль, 2-й граф Эссекс; третий муж — Хьюберт де Бург, 1-й граф Кент. Изабелла умерла бездетной, а титул и владения графов Глостерских перешли к де Клерам, потомкам Амиции[3].